# Hotel de Tuilerieën

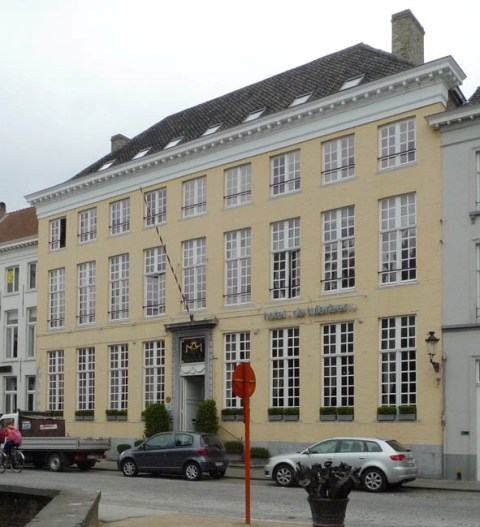
Hotel de Tuilerieën, 2009

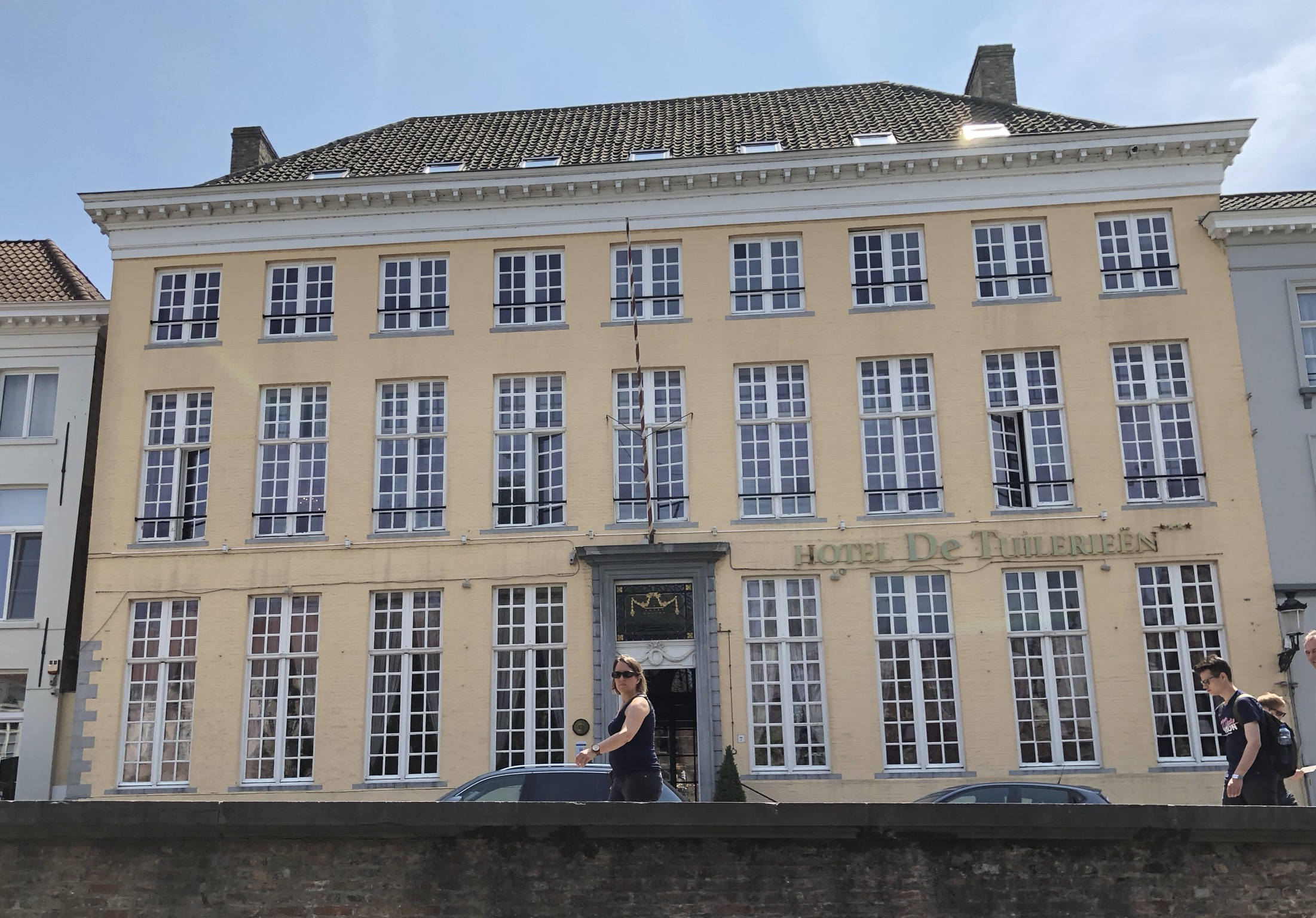
Blick vom Kanal, 2019

Das Hotel de Tuilerieën ist ein denkmalgeschütztes Hotel in Brügge in Belgien.

## Lage
Das Hotel befindet sich im südlichen Teil der Altstadt von Brügge auf der Südseite des Kanals Dijver, an der Adresse Dijver 7. Östlich grenzt das gleichfalls denkmalgeschützte Gebäude Dijver 5, westlich Dijver 8 an. 

## Architektur und Geschichte
Der heutige dreigeschossige, traufständige Bau entstand in der Zeit um 1780 an der Stelle eines Vorgängerbaus, dessen Bausubstanz jedoch zum Teil einbezogen wurde. Am Erdgeschoss finden sich auf den wohl um 1560 verstorbenen J. Boule verweisende Steinmetzzeichen. Von 1578 bis 1581 versteckte der Brügger Bürgermeister und spanische Edelmann Perez de Maluenda in dem Vorgängergebäude die Reliquie des Heiligen Blutes der Heilig-Blut-Basilika. Der Neubau wurde im Stil des Klassizismus gestaltet, die Fassade ist neunachsig mit rechteckigen Fensteröffnungen ausgeführt. An der linken Kante des Erdgeschosses befindet sich eine Eckquaderung. Die Eingangstür ist mittig angeordnet und wird über eine dreistufige Freitreppe erreicht. Oberhalb der Tür befindet sich eine Verzierung mit Girlanden im Stil Louis-seize.
Zur Rückseite hin besteht ein Keller mit vier Tonnengewölben aus dem 16. bzw. 17. Jahrhundert. Der Zuschnitt des Gebäudes ist erhalten. Es besteht ein zentraler Korridor, der die verschiedenen Salons verbindet. Die Treppe ist ebenfalls im Louis-seize-Stil ausgeführt und verfügt über Stufen aus Mahagoni, Schnitzerei-Verzierungen und schmiedeeiserne Geländer.
1987/1988 wurde das Haus zum Hotel mit 45 Zimmern umgebaut. Im Jahr 1999 wurde auf der Rückseite eine Veranda angefügt.
Das Gebäude ist seit dem 16. Dezember 1991 als Denkmal eingetragen und wird seit dem 14. September 2009 als architektonisches Erbe geführt.